# Frédéric Vignaux

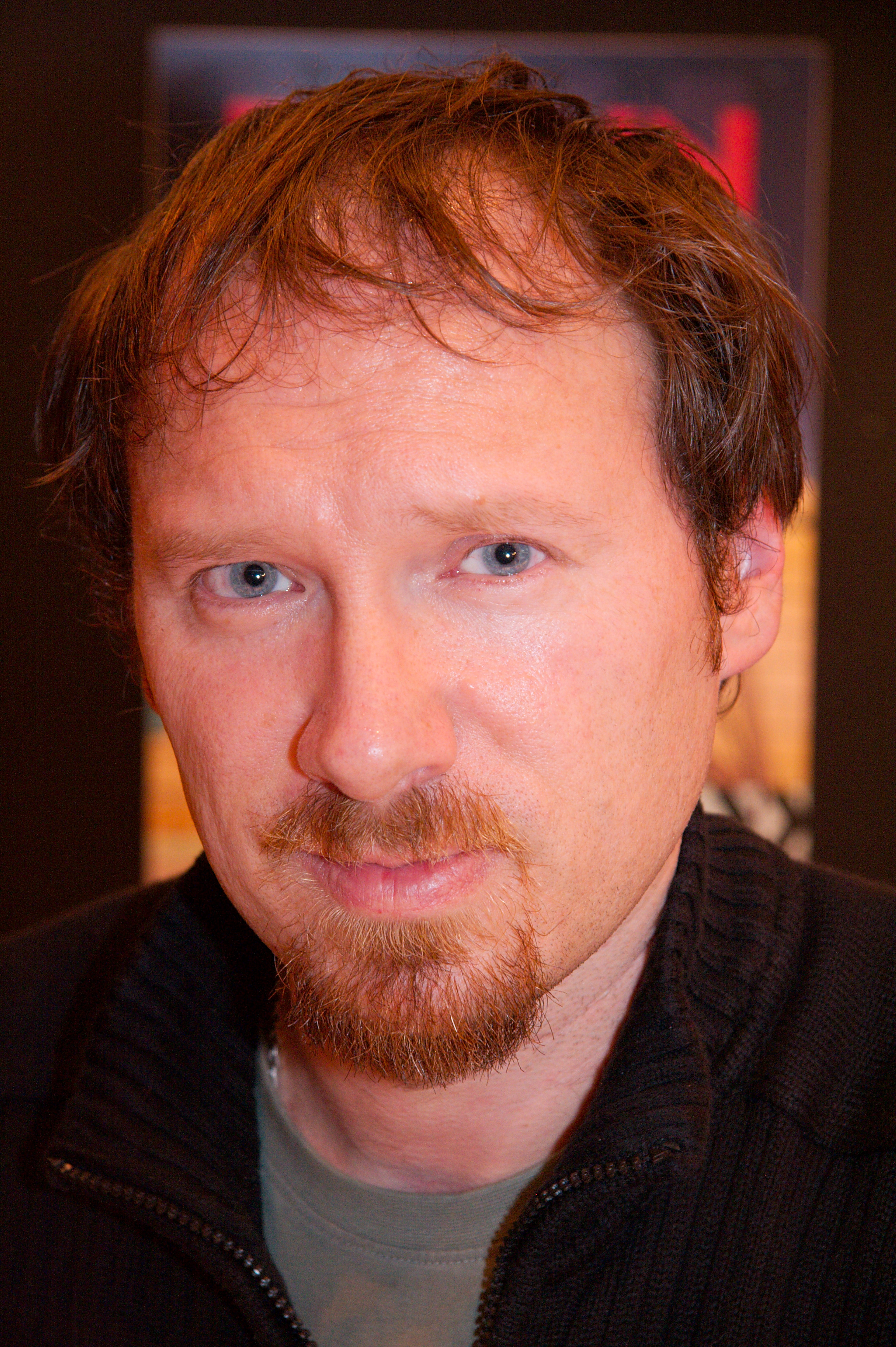
Frédéric Vignaux in 2008

Frédéric Vignaux (Toulouse, 15 januari 1972) is een Franse striptekenaar. Zijn belangrijkste reeks is op dit moment Thorgal.

## Biografie
Frédéric studeerde wetenschappen in Montpellier en Lille voordat hij zich toelegde op het maken van strips. Hij verhuisde naar Parijs, waar hij zich verder ontwikkelde als striptekenaar. Hier ontmoette hij Eric Pailharey, die zijn scenarist werd. Na enkele korte verhalen voor wedstrijden, wonnen ze de eerste prijs op het stripfestival in Igny. Nadien startten ze in juni 2002 de serie 'L'Ombre des Anciens' bij de uitgevers van Pointe Noire, oorspronkelijk gepland in drie delen. Na het faillissement van de uitgeverij bleef de trilogie onafgemaakt.
Hierna volgde diverse publicaties waaronder Cassini-Huygens: Titan Lens voor het European Space Agency. Hij tekende mee in het Time Twins-project met Jean-Christophe Derrien voor uitgeverij Lombard. Hij maakte ook 2 delen voor de De roep van de legenden. In 2014 tekende hij het tweede deel Vercingetorix in de collectie Zij schreven geschiedenis van Glénat.
Van 2016 tot 2018 werkte hij aan de trilogie Sneeuw De Oorsprong met Didier Convard en Eric Adam, en trad hij in 2017 toe tot aan Thorgal-team. Hij tekende de laatste twee albums van Thorgal's spin-off serie De Werelden van Thorgal - Kriss van Valnor. Met het 37e album De kluizenaar van Skellingar in 2019 nam hij de tekenpen voor de hoofdreeks Thorgal over van Grzegorz Rosiński.

## Oeuvre
- L'Ombre des anciens, scenario van Éric Pailharey, Pointe Noire,

1. Voir Flarbeuf et déguerpir, 2002

- Cassini/Huygens - Objectif Titan, scenario van Éric Pailharey, Agence spatiale européenne, 2004
- Arthur et la vengeance de Maltazard, scenario van Christophe Lemoine naar film van Luc Besson, Glénat, collection Jeunesse

1. deel 3La Guerre des deux mondes, getekend door Cécile en Fred Vignaux, 2010

- Le Pendule de Foucault, scenario van Didier Convard en Éric Adam, Glénat, collection Grafica, 2012
- Time Twins, scenario van Jean-Christophe Derrien,  Le Lombard

1. 15/02/29, 2007
2. 22/08/79, 2008
3. 06/07/09, 2009 }

- Histoires et légendes normandes, scenario van Raphaël Tanguy, Association l'Eure du Terroir

1. deel 2 Les Belles et les bêtes, getekend door Juan María Córdoba, Marcel Uderzo, Fred Vignaux, Elvire De Cock, Mika, Philippe Bringel, Cédric Pérez, Marc Charbonnel et Charline, 2009

- De roep van de legenden, scenario van Éric Pailharey, Dark Dragon Books

1. Operatie Excalibur 1, 2012
2. Operatie Excalibur II, 2013

- Sneeuw, De oorsprong, met Éric Adam en Didier Convard, Glenat

1. De twaalf, 2016
2. Eden, 2017
3. Het verloren paradijs, 2018

- Zij schreven geschiedenis, met Éric Adam en Didier Convard, Glenat

1. deel 2, Vercingetorix, 2017

- Kriss van Valnor, met Xavier Dorison en Mathieu Mariolle (scenario), Le Lombard

1. deel 7 De Tijdberg, 2017
2. deel 8 De opperrechter, 2018

- Thorgal, met scenario van Yann, Le Lombard

1. deel 37 De kluizenaar van Skellingar, 2019
2. deel 38 De Selkie, 2020
3. deel 39 Neokóra, 2021

- Bibliothèque nationale de France: cb15568317f (data)
- Gemeinsame Normdatei: 1237020395
- International Standard Name Identifier: 0000 0000 0543 2647
- Nationale Bibliotheek van Tsjechië: xx0309283
- Nederlandse Thesaurus van Auteursnamen: 329890107
- Système universitaire de documentation: 178454486
- Virtual International Authority File: 44618650